# Bolderāja
Bolderāja es un barrio de la ciudad de Riga, Letonia.

## Superficie
Posee una superficie de 8,329 kilómetros cuadrados (832,9 hectáreas).

## Población
Hasta 2021 presentaba una población de 12 447 habitantes, con una densidad de población de 1494,4 habitantes por kilómetro cuadrado.

## Transporte

### Ruta de buses
- Autobús: 3, 30, 36, 56.[1]
- Minibús: 246.[1]
- Autobús expreso: 346.[1]